# إسفغنون الينابيع
إسفغنون الينابيع (الاسم العلمي:Sphagnum fontanum) هو نوع من النباتات يتبع جنس الإسفغنون من الفصيلة الإسفغنونية.